# Noccaea
Noccaea es un género de plantas fanerógamas de la familia Brassicaceae. Comprende 111 especies descritas y de estas, solo 39 aceptadas.

## Taxonomía
El género fue descrito por Conrad Moench y publicado en Supplementum ad Methodum Plantas : a staminum situ describendi 89. 1802.

## Especies aceptadas
A continuación se brinda un listado de las especies del género Noccaea aceptadas hasta julio de 2014, ordenadas alfabéticamente. Para cada una se indica el nombre binomial seguido del autor, abreviado según las convenciones y usos.
- Noccaea amani (Post) F.K. Mey.
- Noccaea andersonii (Hook. f. & Thomson) Al-Shehbaz
- Noccaea angustifolia F.K. Mey.
- Noccaea annua (C. Koch) F.K. Mey.
- Noccaea arctica (A.E. Porsild) Holub
- Noccaea bellidifolia (Griseb.) F.K. Mey.
- Noccaea brevistyla (DC.) Steud.
- Noccaea cadinensis P Aymerich.
- Noccaea cariensis Parolly, Nordt & Aytac
- Noccaea cochlearioides (Hook. f. & Thoms.) Al-Shehbaz
- Noccaea coloradensis (Rydb.) Holub
- Noccaea cypria (Bornm.) F.K. Mey.
- Noccaea densiflora (Boiss. & Kotschy) F.K. Mey.
- Noccaea edinensium F.K. Mey.
- Noccaea fendleri (A. Gray) Holub
- Noccaea ferganensis (N.Busch) Czerep.
- Noccaea flagellifera Al-Shehbaz
- Noccaea haussknechtii (Boiss.) F.K. Mey.
- Noccaea libanotica F.K. Mey.
- Noccaea limosellifolia (Reut.) F.K. Mey.
- Noccaea macrantha (Lipsky) F.K. Mey.
- Noccaea magellanica (Comm. ex Poir.) Holub
- Noccaea mexicana (Standl.) Holub
- Noccaea microphylla (Boiss. & Orph.) F.K. Mey.
- Noccaea microstyla (Boiss.) F.K. Mey.
- Noccaea nevadensis (Reut.) F.K. Mey.
- Noccaea oligosperma (Merino) Holub
- Noccaea papillosa (Boiss.) F.K. Mey.
- Noccaea papyracea (Boiss.) Khosravi, Mummenhoff & Mohsenzadeh
- Noccaea parviflora (A. Nelson) Holub
- Noccaea phrygia (Bornm.) F.K. Mey.
- Noccaea pumila Steud.
- Noccaea sintenisii (Bornm.) F.K. Mey.
- Noccaea stenoptera (Boiss. & Reut.) F.K. Mey.
- Noccaea suffruticosa (Asso) Holub
- Noccaea tatianae (Bordz.) F.K. Mey.
- Noccaea tenuis (Boiss. & Buhse) F.K. Mey.
- Noccaea valerianoides (Rchb. f.) F.K. Mey.
- Noccaea violascens (Schott & Kotschy) F.K. Mey.
- Noccaea yunnanensis (Franch.) Al-Shehbaz